# Risto Kuntsi

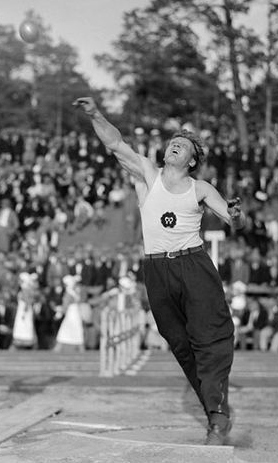
Risto Kuntsi, 1935

Risto Kuntsi (Risto Johannes Kuntsi; * 18. Juni 1912 in Jyväskylä; † 6. August 1964 in Helsinki) war ein finnischer Kugelstoßer.
1933 siegte er bei den Internationalen Universitätsspielen, 1934 gewann er Silber bei den Leichtathletik-Europameisterschaften in Turin, und 1936 kam er bei den Olympischen Spielen in Berlin auf den 13. Platz.
Seine persönliche Bestleistung von 15,65 m stellte er am 28. September 1935 in Riga auf.